# Barraquito

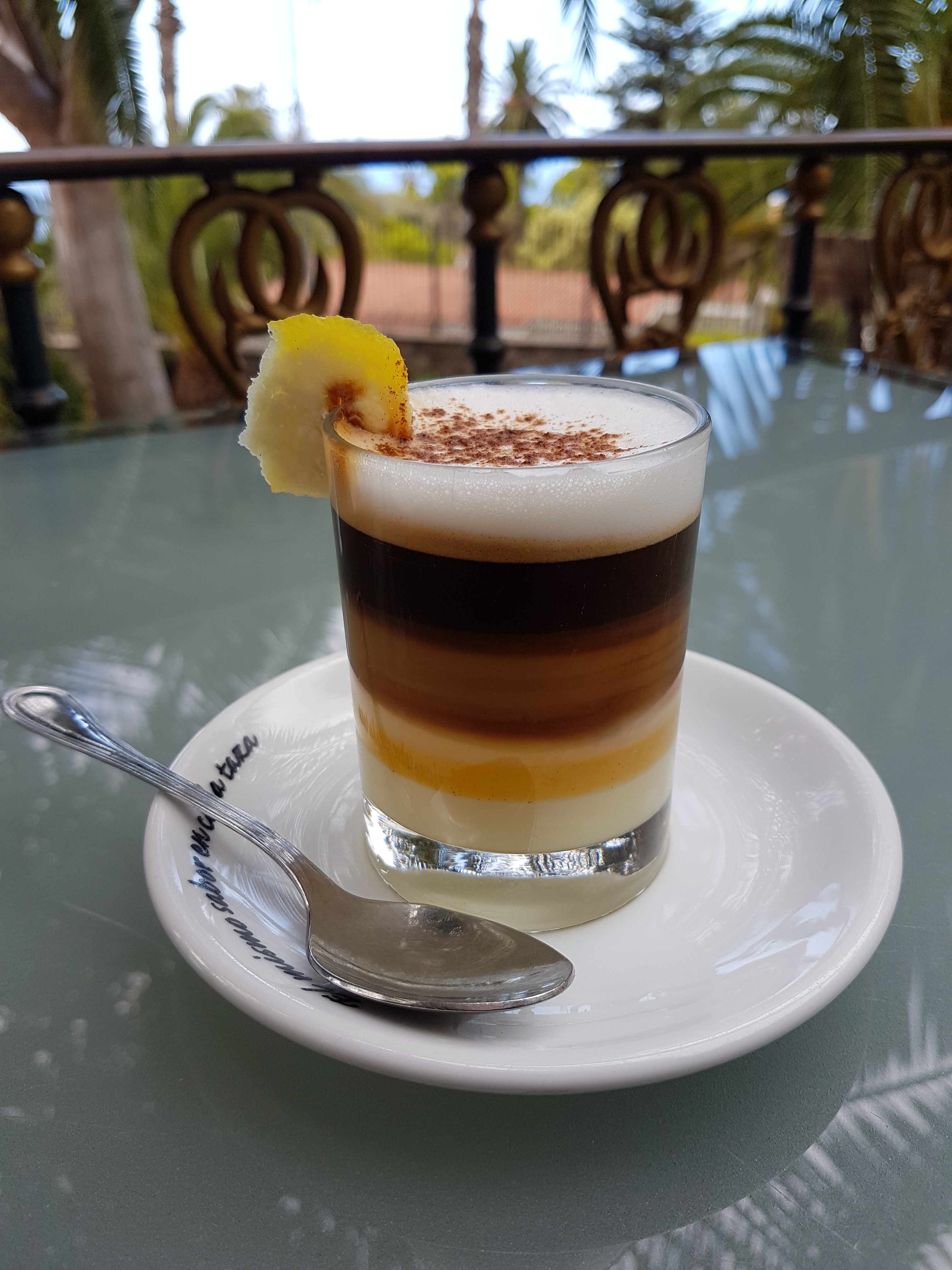
Barraquito en La Orotava, Tenerife

El barraquito o zaperoco es una bebida dulce de café muy popular en Canarias. Frecuentemente se sirve por capas, gracias a las diferentes densidades de sus ingredientes, que son, del inferior al superior, leche condensada, licor, café expreso y leche espumada. Se sirve en un vaso mediano o alto, y se decora con canela en polvo y piel de limón o lima. El licor suele ser Licor 43, un licor dulce aromatizado con 43 especias, o bien Tía María, que es un licor de café jamaicano con un ligero toque de vainilla. También existe una versión sin alcohol.
En la zona norte de la isla de Tenerife, el área comprendida entre Buenavista al oeste y Puerto de la Cruz al este, es también conocido como «zaperoco». En el área de Santa Cruz y La Laguna, el barraquito hace referencia a un café con leche condensada y leche entera, que en otros lugares se denomina leche-leche, similar a un café bombón (mientras que el café bombón es sólo leche condensada y café).
Tiene similitud con el café asiático, tradicional de Cartagena (España).

## Origen
Entre los habitantes de Santa Cruz de Tenerife, se cuenta que el barraquito apareció a mediados del siglo XX y su nombre hace referencia a un cliente asiduo del Bar Imperial, Don Sebastián Rubio, apodado como el «Barraco» o «Barraquito», que siempre pedía un cortado con leche condensada en vaso largo, un vasito de Licor 43, piel de limón y canela. Este bar sigue en activo y se ubica en las inmediaciones de la plaza de la Paz. Esta historia, que «tiene más de leyenda que de historia», quedó recogida en el Diccionario histórico-etimológico del habla canaria de Marcial Morera.
Según otras fuentes, esto ocurrió en el Bar Paragüitas, también en Santa Cruz. También se cuenta que fue inventado por el camarero Don Manolo Grijalbo (kioskero según otros), de un establecimiento cercano al puerto de la ciudad que servía como punto de encuentro para artistas, empresarios, estudiantes, etc.
Sea cual sea su origen, el barraquito acabó extendiéndose rápido por las islas, siendo poco conocido en la Península. 
Entre el 1 y el 15 de diciembre de 2021, la Asociación de Baristas de la Región de Murcia promovió entre sus cafeterías el cambio de nombre del «café asiático» de sus menús por el de «barraquito», destinando los ingresos a financiar los destrozos producidos por la erupción del volcán de La Palma, en solidaridad con los palmeros que la sufrieron.

## Variantes
- Barraquito Especial: este es el nombre que recibe el barraquito en el área capitalina, es decir, capas muy bien distinguibles de leche condensada, licor 43, café con leche, espuma de leche, canela y limón.
- Barraquito vírgen o sin alcohol: se omite el licor, es decir, café con leche y leche, con la canela y el limón.

## Preparación
Cada cantinero posee su propia receta, aquí solo se menciona una. Primero se introduce la leche condensada, y en orden, el licor, el café, la leche, y espolvoreamos con canela y limón. Si se desea hacer por capas, se sigue este mismo orden, según sus densidades relativas, y se estabilizan las capas con la ayuda de una cucharilla. En ocasiones se suele servir con espuma o nata montada dependiendo de la zona de Canarias donde lo tomes.